# Reactive airways dysfunction syndrome
Reactive Airways Dysfunction Syndrome, of RADS, is een vorm van (verworven) astma, waarbij symptomen worden uitgelokt door irriterende stoffen. In tegenstelling tot de klassieke vorm van allergische beroepsastma, waarbij een patiënt over de loop van enkele weken tot jaren een allergie ontwikkelt voor een stof op het werk, ontstaan (volgens de criteria voor deze diagnose) de symptomen bij RADS binnen 24 uur na blootstelling.

## Criteria voor het vaststellen van RADS
Volgens Brooks en Tarlo
Negatieve voorgeschiedenis voor aandoeningen aan de luchtwegenAanwezigheid van astma als kind of een voorgeschiedenis van roken mogen echter niet als absoluut exclusiecriterium gelden. Sommige gevallen van verergering van astma na een inhalatieongeval kunnen toch als RADS worden beschouwd. Let wel: de voorgeschiedenis is vaak niet gedocumenteerd. Omwille hiervan zou het van nut zijn om voor risicoberoepen bij aanwerving een longfunctiemeting (met eventueel ook een histamineproef) uit te voeren.
Aanvang klachten na een eenmalige blootstelling (meestal accidenteel)Het is echter ook mogelijk om een astma te ontwikkelen door herhaalde blootstelling aan hoge doses van respiratoire irritantia; in zulke gevallen spreekt men dan van irritant-induced asthma (type IIA).
Blootstelling aan een irriterende stof (gas- of aerosol) in hoge concentratie (bijvoorbeeld chloordampen, rook van een brand) in afdoende omvangDoorgaans wordt de noodzaak van een spoedopname met medische behandeling gezien als een voorwaardelijke factor voor het stellen van de diagnose. Bij een aantal beschreven incidenten van inhalatie-accidenten met RADS tot gevolg was er echter geen bewijs voor ‘hoge’ blootstellingen en werd dus ook geen noodzaak gezien tot onmiddellijk medisch ingrijpen.
Symptomen binnen 24 uur na blootstelling, en gedurende minimaal 3 maandenEen iets langere latentietijd is mogelijk, met een geleidelijk optreden van de symptomen over verloop van dagen; het criterium van 3 maanden is arbitrair. Bij adequate symptomatische behandeling kan herstel optreden binnen een bestek van weken. Het is echter eveneens mogelijk dat de symptomen levenslang aanwezig blijven.
Astmatisch klachtenpatroon met hoesten en kortademigheid met wheezingDe symptomen lijken op een klassiek astma, met optreden van (vooral) hoesten en kortademigheid met wheezing. Soms treden, als gevolg van het trauma, ook neuropsychiatrische symptomen op (hyperventilatiesyndroom, multiple chemical sensitivity, vocal cord dysfunction, organisch psychosyndroom, en depressie).
Soms obstructief beeld op longfunctietestsDe klinische parameters blijven vaak nog binnen de "normale" grenswaarden; het longfunctiebeeld kan een restrictief patroon vertonen door optreden van structurele letsels. De obstructie is doorgaans minder reversibel dan bij immunologische vormen van astma. Zoals eerder vermeld, is de longfunctie vóór het ongeval – indien beschikbaar – zeer belangrijk voor het stellen van een juiste diagnose.
Aspecifieke bronchiale hyperreactiviteitHet belangrijkste diagnosemiddel is de histamine- of metacholinetest. Deze wordt –-in tegenstelling tot allergisch beroepsastma-– niet beïnvloed door het werk. (Bij adequate behandeling over langere periode kan de uitslag van de histamine-/metacholinetest overigens wel normaliseren.) Seriële piekstroommetingen geven weinig of geen verband met de uitvoering van het werk. Specifieke bronchiale provocatieproeven op het oorzakelijk agens zijn zinloos, aangezien er geen sprake is van een onderliggend immunologisch mechanisme. Uitzondering hierop zijn inhalatieaccidenten met sensitiserende substanties, zoals isocyanaten, waarbij in zeldzame gevallen ook een allergie kan ontstaan.
Andere longziekten uitgeslotenAcuut inhalatietrauma kan leiden tot structurele letsels, al dan niet in combinatie met bronchiale hyperreactiviteit. Hyperventilatiesyndroom en pseudo-astmatische aandoeningen zoals vocal cord dysfunction kunnen een vertekend beeld geven.

## Onduidelijkheden rond RADS
Mede omdat de criteria voor de diagnose van RADS veelal als zeer strak gedefinieerd worden beschouwd, is er al jarenlang discussie omtrent zowel die criteria als ook de (werkelijke) prevalentie van RADS na een acute inhalatie. Hierdoor zijn ook onofficiële diagnoses ontstaan, zoals RAD (reactive airway disease). Al in 2014 is voorgesteld om de verschillende luchtwegaandoeningen na een inhalatoire blootstelling te classificeren onder één noemer met subtypen.
Er zijn meerdere factoren bekend die van invloed zijn op de hevigheid van de symptomen. Men kan dan denken aan (onder andere) individuele (over)gevoeligheid, leefstijl (roken), de aard van de blootstelling (bijvoorbeeld bepaalde gasvormige verbrandingsproducten, en de concentratie daarvan in de inademingslucht), en de duur van de blootstelling.

## Medische literatuur
Brooks et al publiceerden in 1985 voor het eerst een retrospectieve studie met 10 patiënten die een astmatisch syndroom hadden ontwikkeld na een acuut inhalatietrauma. Zij gaven deze aandoening de naam "reactive airways dysfunction syndrome" (RADS).
In de medische literatuur zijn een aantal beschrijvingen gepubliceerd van inhalatieongevallen met een variabele obstructieve daling van de ventilatoire functie (oftewel astma) tot gevolg. Epidemiologisch onderzoek heeft uitgewezen dat het in 5 tot 10 procent van de beroepsastma’s gaat om RADS. Bij de meeste publicaties gaat het om relatief kleine groepen patiënten. Na de aanslag op het World Trade Center in New York op 11 september 2001 is/wordt een grotere groep van de betrokken reddingswerkers prospectief opgevolgd met betrekking tot eventuele blijvende symptomatische bronchiale overgevoeligheid.